# Kubak Belarusi 2018-2019
La Coppa di Bielorussia 2018-2019 (in bielorusso Кубак Беларусі, Kubak Belarusi) è stata la 28ª edizione del torneo. Il torneo è iniziato il 12 maggio 2018 e si è concluso il 26 maggio 2019 con la finale. La Dinamo Brėst era la squadra campione in carica. Lo Šachcër Salihorsk ha conquistato il trofeo per la terza volta nella sua storia.

## Primo turno
| Squadra 1          | Risultato | Squadra 2   |
| ------------------ | --------- | ----------- |
| 12 maggio 2018     |           |             |
| Sdiušor-MTZ-Siabar | 1 - 0     | Ivatsevichi |
| 13 maggio 2018     |           |             |
| Pripyat            | 4 - 1     | Bumprom     |

## Secondo turno
| Squadra 1               | Risultato       | Squadra 2           |
| ----------------------- | --------------- | ------------------- |
| 11 giugno 2018          |                 |                     |
| Montazhnik              | 0 - 0 (1-4 dtr) | Naftan              |
| 13 giugno 2018          |                 |                     |
| Sdiušor-MTZ-Siabar      | 0 - 3           | Uzda                |
| Energosbyt-BSATU        | 0 - 0 (6-5 dtr) | Chimik Svetlahorsk  |
| Oshmyany                | 0 - 0 (1-3 dtr) | Ėnerhetyk-BDU Minsk |
| Pripyat                 | 0 - 8           | Belšyna             |
| Viktoria Maryina Gorka  | 0 - 6           | Lida                |
| SMI Autotrans           | 1 - 1 (4-3 dtr) | Baranavičy          |
| Asipovičy               | 2 - 3           | Slavija-Mazyr       |
| Polack                  | 2 - 3           | Orša                |
| Sputnik                 | 0 - 0 (3-4 dtr) | Smarhon'            |
| Krumkačy Minsk          | 0 - 1           | YuA-Stroy-DYuSSh    |
| Cementnik Krasnasel'ski | 0 - 5           | Volna Pinsk         |
| Horki                   | 0 - 2           | Slonim-2017         |
| Klečask Kleck           | 1 - 0 (dts)     | Hranit Mikašėvičy   |
| Maladzečna              | 1 - 3           | Zabudova Maladzečna |
| Nëman-Ahra Stoŭbcy      | 1 - 3           | Ljakamatyŭ Homel'   |

## Terzo turno
| Squadra 1           | Risultato       | Squadra 2         |
| ------------------- | --------------- | ----------------- |
| 11 luglio 2018      |                 |                   |
| Ėnerhetyk-BDU Minsk | 1 - 2 (dts)     | BATĖ Borisov      |
| 24 luglio 2018      |                 |                   |
| Orša                | 0 - 4           | Vicebsk           |
| 27 luglio 2018      |                 |                   |
| Lida                | 0 - 3           | Minsk             |
| Volna Pinsk         | 0 - 2 (dts)     | Tarpeda-BelAZ     |
| 28 luglio 2018      |                 |                   |
| Ljakamatyŭ Homel'   | 3 - 2           | Dnjapro Mahilëŭ   |
| Belšyna             | 3 - 1           | Nëman             |
| Uzda                | 2 - 3           | Smaljavičy        |
| Slonim-2017         | 1 - 2           | Haradzeja         |
| Naftan              | 0 - 1           | Sluck             |
| SMI Autotrans       | 1 - 6           | Homel'            |
| 29 luglio 2018      |                 |                   |
| Smarhon'            | 0 - 4           | Tarpeda Minsk     |
| YuA-Stroy-DYuSSh    | 0 - 5           | Islač             |
| Slavija-Mazyr       | 3 - 2           | Luč Minsk         |
| Klečask Kleck       | 2 - 2 (0-2 dtr) | Dinamo Brėst      |
| Zabudova Maladzečna | 0 - 11          | Šachcër Salihorsk |
| Energosbyt-BSATU    | 0 - 7           | Dinamo Minsk      |

## Ottavi di finale
| Squadra 1         | Risultato       | Squadra 2     |
| ----------------- | --------------- | ------------- |
| 11 agosto 2018    |                 |               |
| Ljakamatyŭ Homel' | 3 - 0           | Smaljavičy    |
| Vicebsk           | 0 - 0 (5-4 dtr) | Tarpeda-BelAZ |
| 12 agosto 2018    |                 |               |
| Tarpeda Minsk     | 0 - 2           | Sluck         |
| Homel'            | 0 - 2           | Islač         |
| Dinamo Minsk      | 2 - 0           | Minsk         |
| 26 settembre 2018 |                 |               |
| Šachcër Salihorsk | 0 - 0 (4-2 dtr) | Dinamo Brėst  |
| 3 ottobre 2018    |                 |               |
| Slavija-Mazyr     | 0 - 0 (3-4 dtr) | Belšyna       |
| 17 novembre 2018  |                 |               |
| BATĖ Borisov      | 0 - 0 (4-2 dtr) | Haradzeja     |

## Quarti di finale
| Squadra 1                     | Totale | Squadra 2         | Andata | Ritorno |
| ----------------------------- | ------ | ----------------- | ------ | ------- |
| 9 marzo 2019 / 14 marzo 2019  |        |                   |        |         |
| BATĖ Borisov                  | 1 – 2  | Islač             | 1 – 1  | 0 – 1   |
| 10 marzo 2019 / 15 marzo 2019 |        |                   |        |         |
| Šachcër Salihorsk             | 6 – 0  | Belšyna           | 5 – 0  | 1 – 0   |
| Dinamo Minsk                  | 2 – 1  | Sluck             | 2 – 0  | 0 – 1   |
| 9 marzo 2019 / 16 marzo 2019  |        |                   |        |         |
| Vicebsk                       | 3 – 1  | Ljakamatyŭ Homel' | 1 – 0  | 2 – 1   |

## Semifinali
| Squadra 1                       | Totale | Squadra 2         | Andata | Ritorno     |
| ------------------------------- | ------ | ----------------- | ------ | ----------- |
| 10 aprile 2019 / 30 aprile 2019 |        |                   |        |             |
| Vicebsk                         | 1 – 0  | Dinamo Minsk      | 1 – 0  | 0 – 0       |
| 10 aprile 2019 / 1º maggio 2019 |        |                   |        |             |
| Islač                           | 4 – 6  | Šachcër Salihorsk | 2 – 2  | 2 – 4 (dts) |

## Finale
| Arbitro: | Andrey Vasilevich |

|  |           |                     |
|  | Marcatori | 45’ Bodul 80’ Antić |